# Nigerianische Nationalmoschee

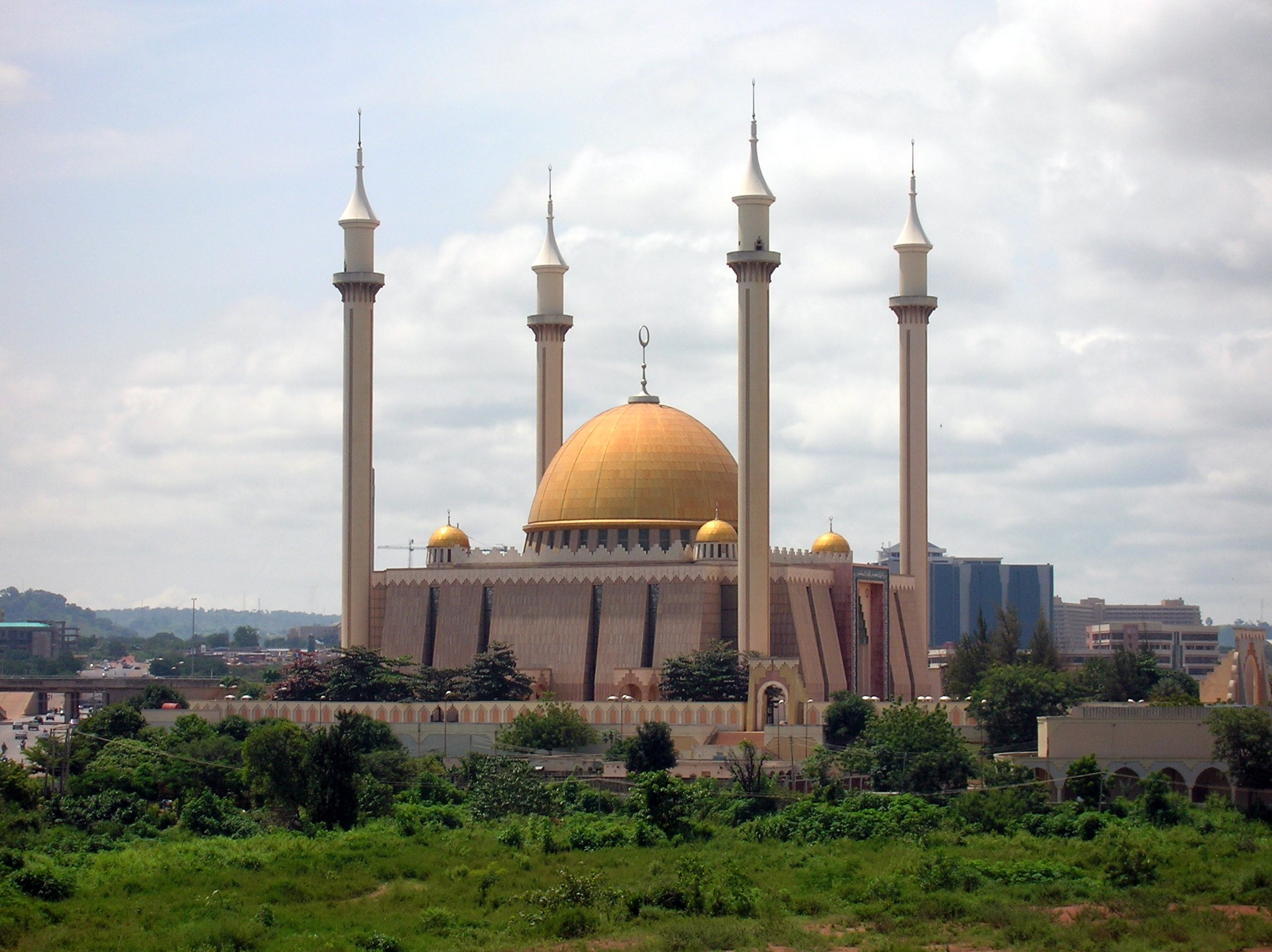
Nigerianische Nationalmoschee

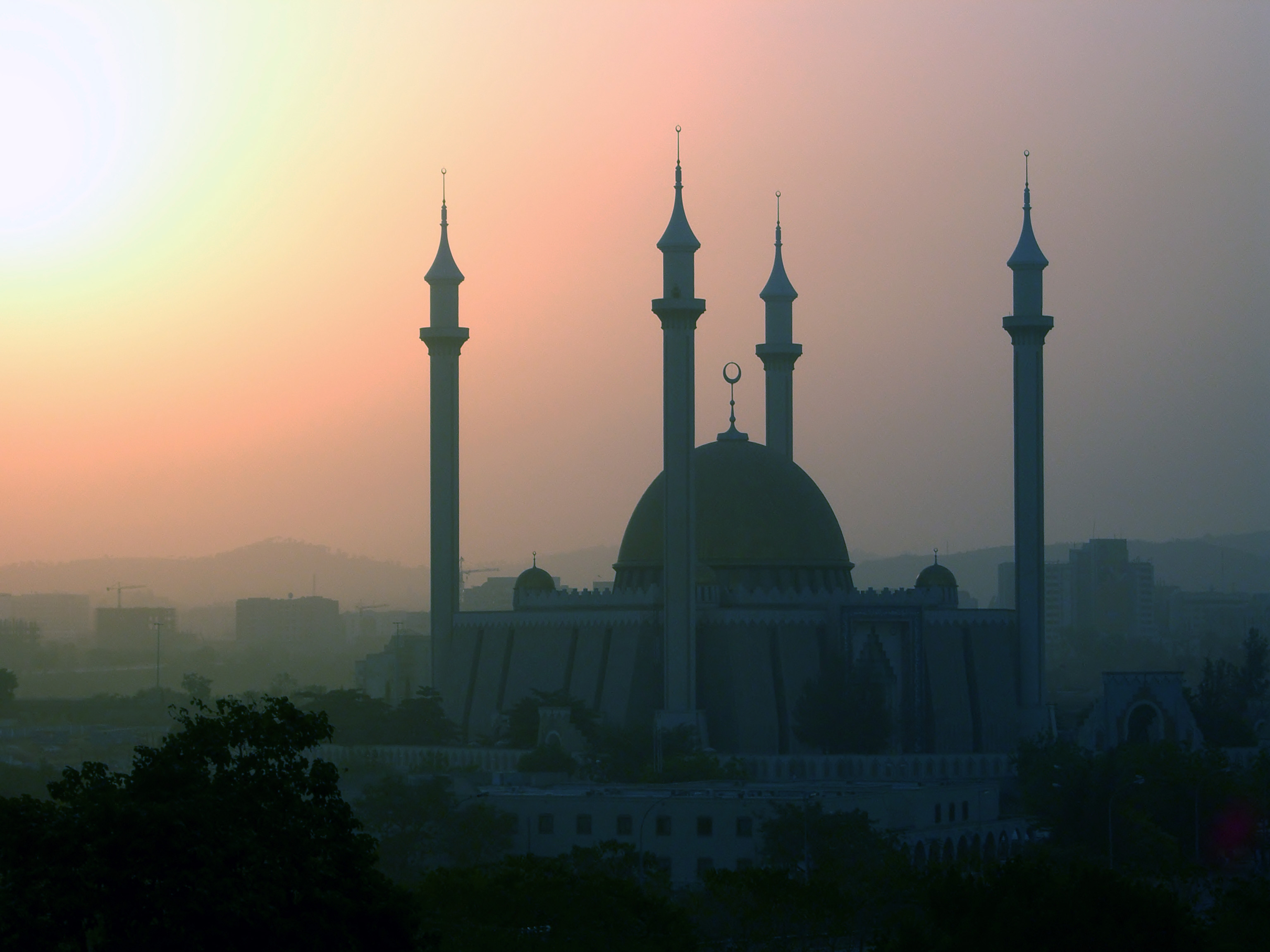
Die Moschee im Harmattan

Die Nigerianische Nationalmoschee ist eine Moschee in der nigerianischen Hauptstadt Abuja.
Die Moschee wurde 1984 im Zuge der Errichtung der Planhauptstadt Abuja erbaut. Sie sollte sich nach den Vorstellungen der Stadtplaner im „kulturellen Sektor“ der Stadt befinden und im annähernd symmetrisch konzipierten Stadtzentrum an der Independence Avenue der ökumenischen Kathedrale gegenüberstehen, die allerdings erst 16 Jahre nach Baubeginn im Oktober 2005 eingeweiht wurde.
Die Nationalmoschee prägt mit ihrer goldenen Kuppel und den vier hohen Minaretten das Stadtbild von Abuja. Zur Moschee gehören eine Gebetshalle, eine Bibliothek, ein Konferenzsaal und eine religiöse Schule. 